# Tsuwano (Shimane)
Tsuwano (japanisch 津和野町, -chō) ist eine Kleinstadt des Landkreises Kanoashi in der Präfektur Shimane, Japan. Dort wurden der Philosoph Nishi Amane und der Mediziner und durch seine Verbindung zu Deutschland bekannte Schriftsteller Mori Ōgai geboren.

## Geschichte

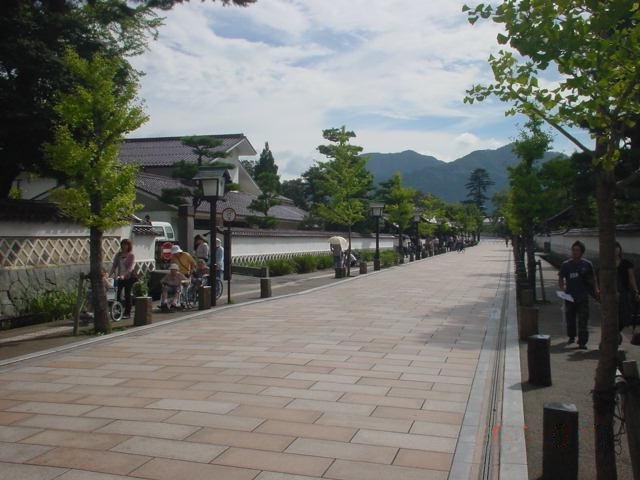
Straße mit alten Gebäuden in Tsuwano

Die ehemalige Burgstadt Tsuwano liegt in einem engen Tal am Tsuwano-Fluss. Im Osten ragt der Aono-Berg (青野山, Aono-yama) mit 907 m hoch, im Westen auf der Anhöhe bauten in der Muromachi-Zeit die Yoshimi die Burg Sambonmatsu (三本松城, Sambonmatsu-jō). Später wurden die Ōuchi, dann die Mōri Burgherren, bis dann ab dem Jahr 1601 Sakazaki Narimasa (坂崎 成正; † 1616) aus dem Ukita-Klan die Burg Tsuwano übernahmen. Nach dessen Tod erhielten 1617 die Kamei die Burg und residierten dort dann bis zur Meiji-Restauration im Jahr 1868.
Die Gemeinde Tsuwano entstand am 1. April 1889 im Zuge der Reorganisation des japanischen Gemeindewesens aus den Dörfern (mura) Tsuwano-Mori (津和野森村), Tsuwano-Ushiroda (津和野後田村), Tsuwano-Machida (津和野町田村), Tsuwano-Nakaza (津和野中座村) und Tsuwano-Washibara (津和野鷲原村). Zum 1. Oktober 1955 kamen Teile der Dörfer Hatasako, Kibe und Ogawa. Am 25. September 2005 erfolgte die Fusion mit der Nachbargemeinde Nichihara.

## Sehenswürdigkeiten

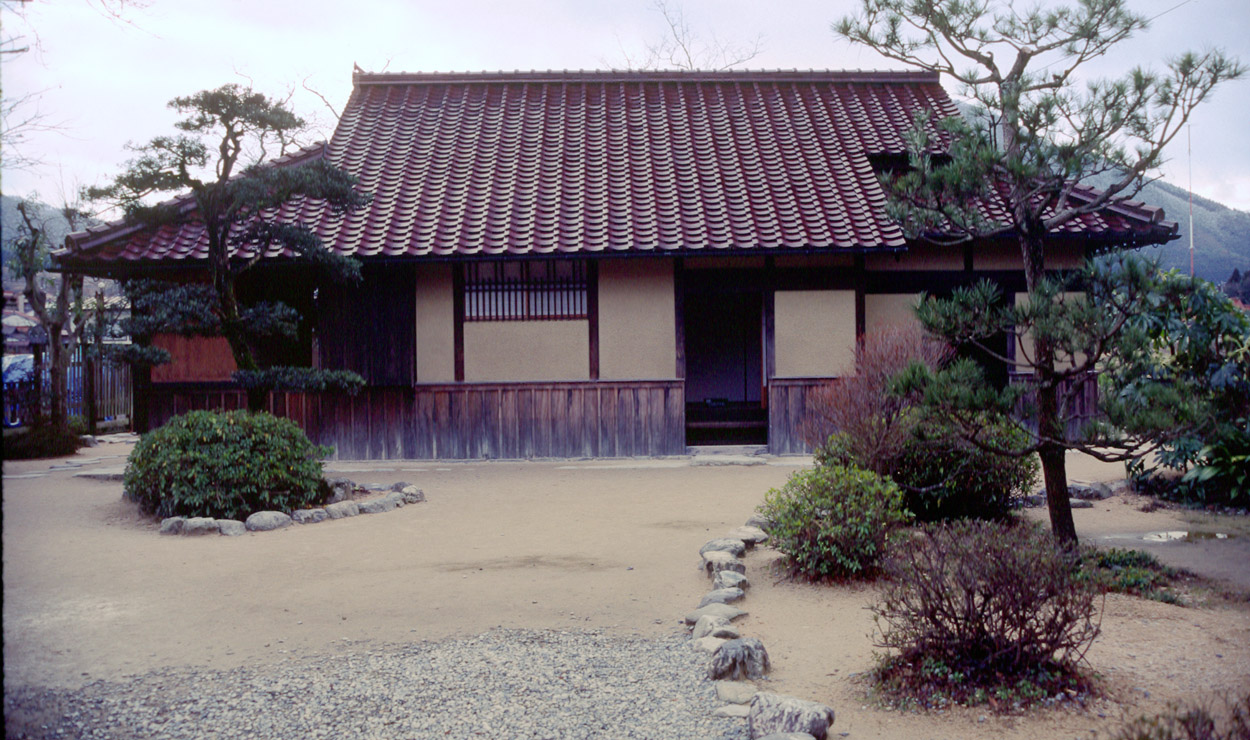
Mori Ōgais Geburtshaus

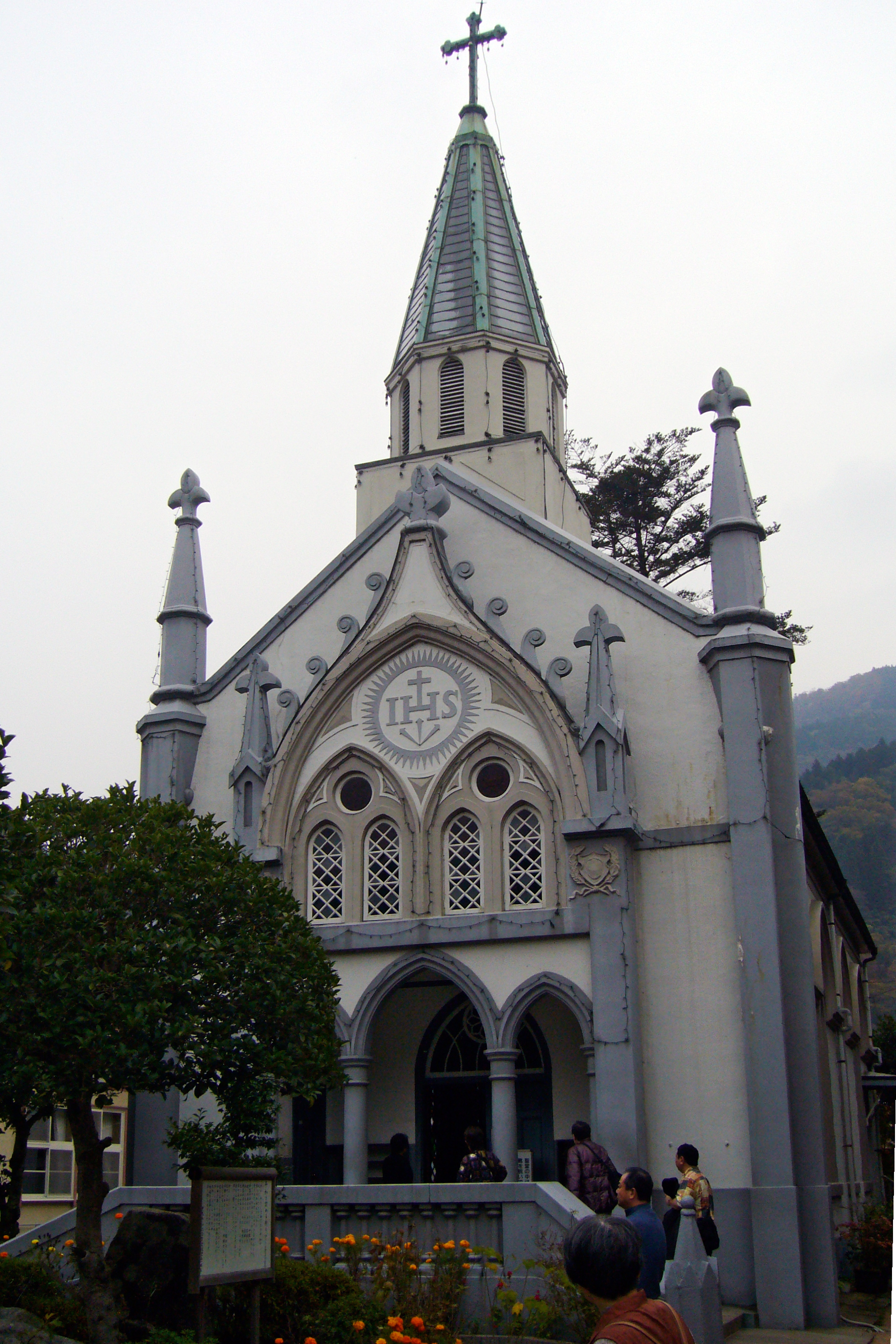
Katholische Kirche Tsuwano

Von der Bergburg sind nur Mauerreste erhalten, von der Residenz unten im Ort ein zweistöckiger Langbau (多聞櫓, tamon-yagura), der Monomi-Bau (物見櫓, Monomi-yagura). In der Residenz gab es einen Garten mit dem Namen Karakuen (嘉楽園), der nicht erhalten ist. Heute führt ein kleiner Park in der Nähe diesen Namen. Im hinteren Teil dieses Gartens steht ein Bronzestatue des letzten Daimyō Kamei Koremi (亀井 茲監; 1815–1885).
Der Tempel Yōmei-ji (永明治) wurde im Jahr 1420 von Yoshimi Yorihiro erbaut und war der Begräbnistempel (菩提寺, bodaiji) der in Tsuwano residierenden Daimyō. Der Tempel wurde des Öfteren von Bränden heimgesucht, die gegenwärtige, schilfgedeckte Haupthalle (Wertvolles Kulturgut der Präfektur) stammt aus dem Jahr 1779. Mori Ōgai ist unter seinem eigentlichen Namen Mori Rintarō dort beerdigt, wie auch der Dramaturg Nakamura Kichizō (1877–1941).
Der 1773 errichtete Taikodani-Inari-Schrein (太皷谷稲成神社, ~-jinja) gilt als einer der fünf wichtigsten Schreine der Nahrungsgottheit Inari.
Für die Bildung der Samurai richteten die Kamei eine Han-Schule unter dem Namen Yōrōkan (養老館) ein. Mori Ōgai und der Nishi Amane erhielten dort ihre erste Ausbildung. Tsuwano, früher auch „Klein-Kyōto“ (小京都, Shō-Kyōto) genannt, ist immer noch kulturell aktiv. So gibt es in dem kleinen Ort u. a. die Museen
- Anno-Kunstmuseum (安野美術館, Anno bijtsukan) mit Werken des aus Tsuwano stammende Maler Anno Mitsumasa (1925–2020),
- Katsushika-Hokusai-Museum (葛飾北斎美術館, Katsushika Hokusai bijutsukan) eines privaten Sammlers mit über 1000 Blättern von Hokusai, darunter die 36 Ansichten des Berges Fuji,
- Kuwabara-Shisei-Fotomuseum (桑原史成写真美術館, Kuwabara Shisei shashin bijutsukan) mit Fotos von Shisei Kuwabara (* 1936), der bekannt ist für seine Fotografien von an der Minamata-Krankheit leidenden,
- Morijuku-Museum (杜塾) mit Bildern des aus Tsuwano stammenden Malers Nakao Shō (中尾 彰; 1904–1994),
- Tsuwano-Heimatmuseum (津和野郷土館, Tsuwano kyōdokan), 1921 als erstens Heimatmuseum in der Präfektur gegründet. Es besitzt das von Takahashi Yuichi gemalte Ölbild des Nishi Amane und Materialien zu Künstlern und Denkern aus Tsuwano, wie Ōkuni Takamasa (大国 隆正; 1793–1871).

Mori Ōgai und Nishi Amane werden am Ort ihrer Elternhäusern gewürdigt mit dem Haus Nishi Amane (西周旧居, Nishi Amane kyūkyo) und der „Mori-Ōgai-Gedächtnisstätte“ (盛鴎外記念館, Mori Ōgai kinenkan). Die Elternhäuser beider Familien sind erhalten und stehen unter Denkmalschutz.
Tsuwano ist auch bekannt für seinen Reiher-Tanz (鷺舞, Sagi-mai) am Yasaka-Schrein (弥栄神社, Yasaka-jinja), der als „immaterielles Kulturgut“ innerhalb der Wichtigen Kulturgüter Japans geführt wird.
In der nahen Umgebung ist sehenswert der Garten der Familie Hori. Die Hori waren durch die nahe Erzmine Sasagatani (笹ヶ谷鉱山, Sasagatani kōzan) reich geworden. Das Anwesen stammt aus dem Jahr 1785, der Garten vor den Empfangsräumen wurde 1900 fertig.
In Tsuwano befinden sich zwei christliche Gotteshäuser. Während der Christenverfolgung in Japan wurden 153 Christen aus Nagasaki nach Tsuwano exiliert um ihren Glauben abzuschwören, von den 36 sich weigerten und als Märtyrer starben. Zum Andenken dieser ließ der deutsche Jesuitenmissionar Paul Nebel als Pfarrer für Tsuwano am „Jungfrauen-Pass“ (乙女峠, Otome-tōge) 1951 die Maria-Kapelle (マリア聖堂, Maria seidō) errichten. Nahe dem Hauptbahnhof befindet sich die 1931 im gotischen Stil errichtete Katholische Kirche Tsuwano (津和野カトリック教会, Tsuwano katorikku kyōkai), die an der Stelle einer zuvor abgebrannten Kirche aus dem Jahr 1892 errichtet wurde. Jeden 3. Mai findet zudem für jene Märtyrer eine Prozession von der Kirche zur Kapelle statt.

## Verkehr
Durch das Gemeindegebiet führen die Nationalstraßen 9 nach Kyōto und Shimonoseki, sowie 187 nach Iwakuni und Masuda. Anschluss an das Schienennetz besteht über die JR West Yamaguchi-Linie nach Yamaguchi und Masuda, die hier in Tsuwano, Aonoyama, Nichihara, Aohara und Higashiaohara halten.

## Bilder

Landschaft der Kleinstadt Tsuwano

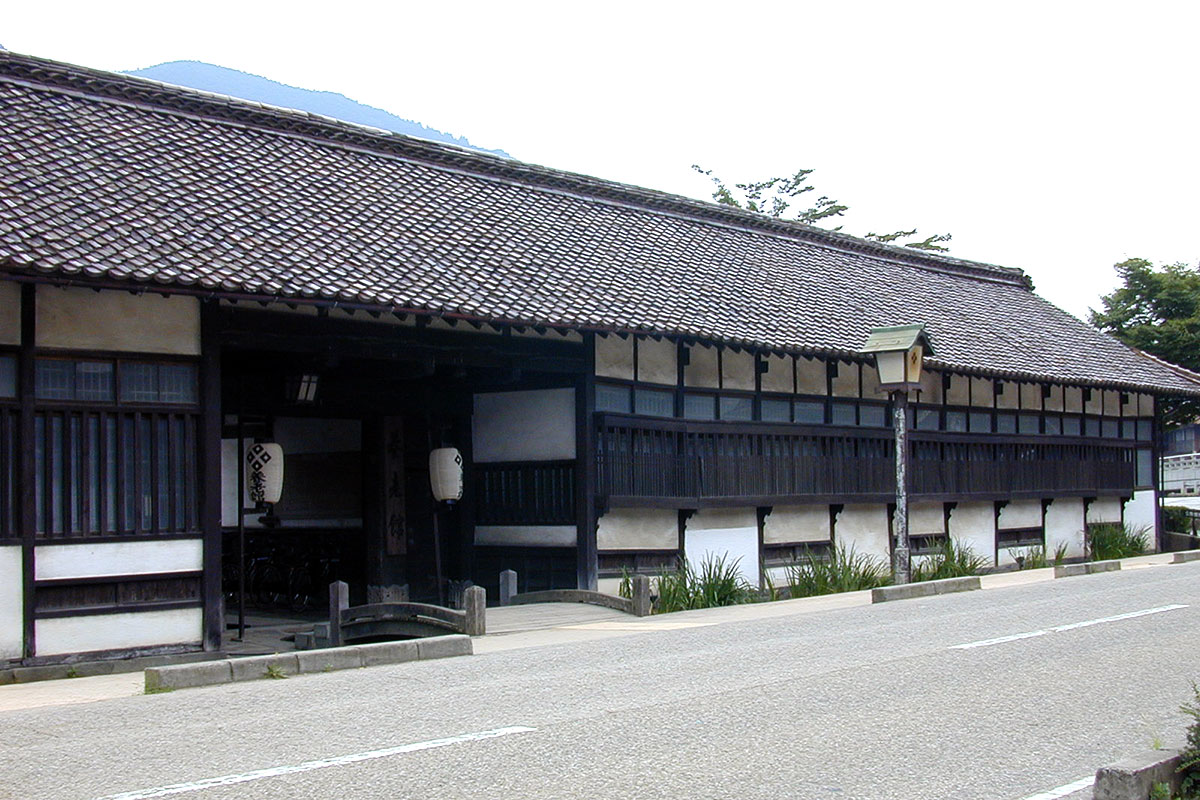
Die Han-Schule
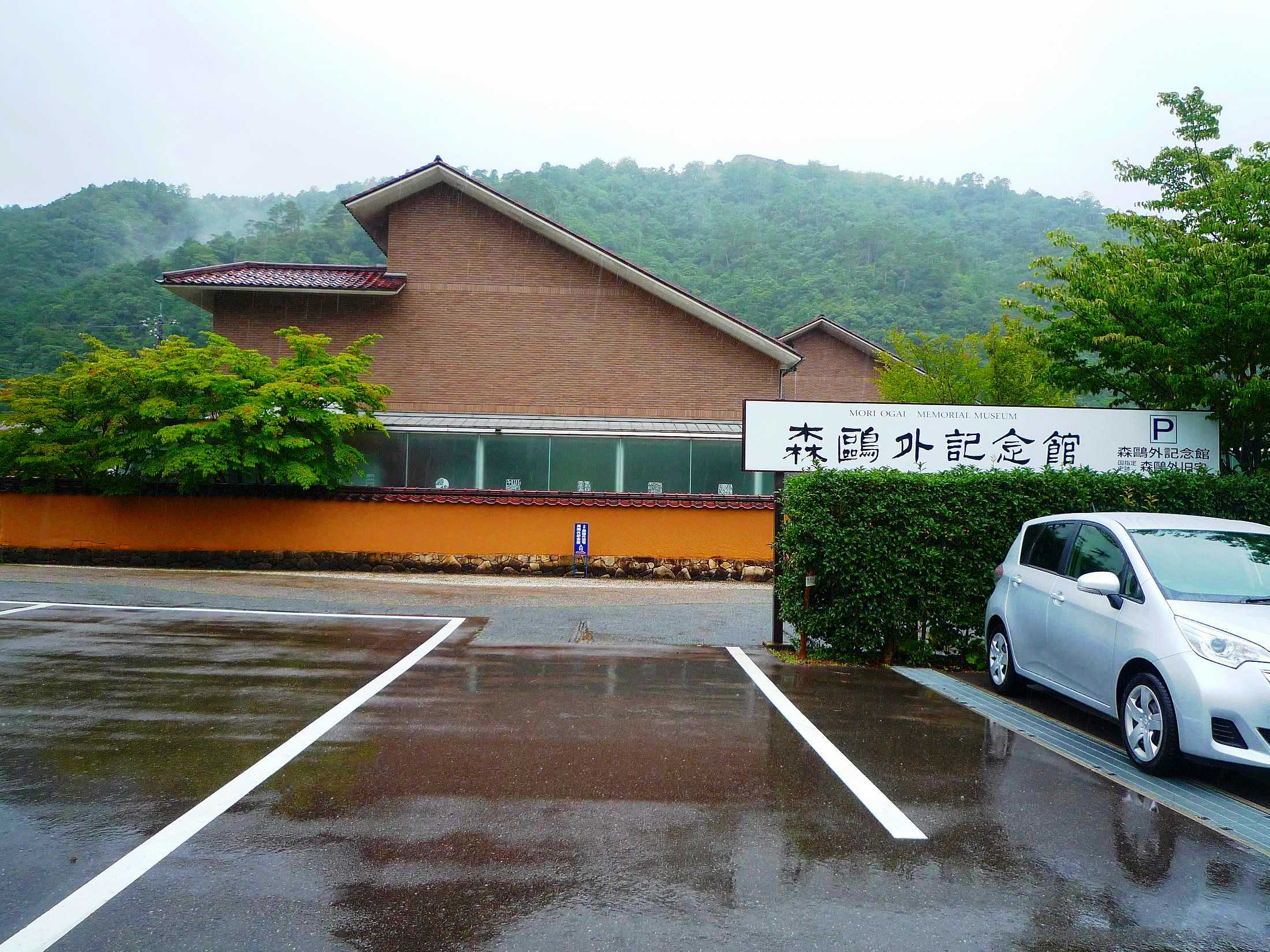
Mori-Museum
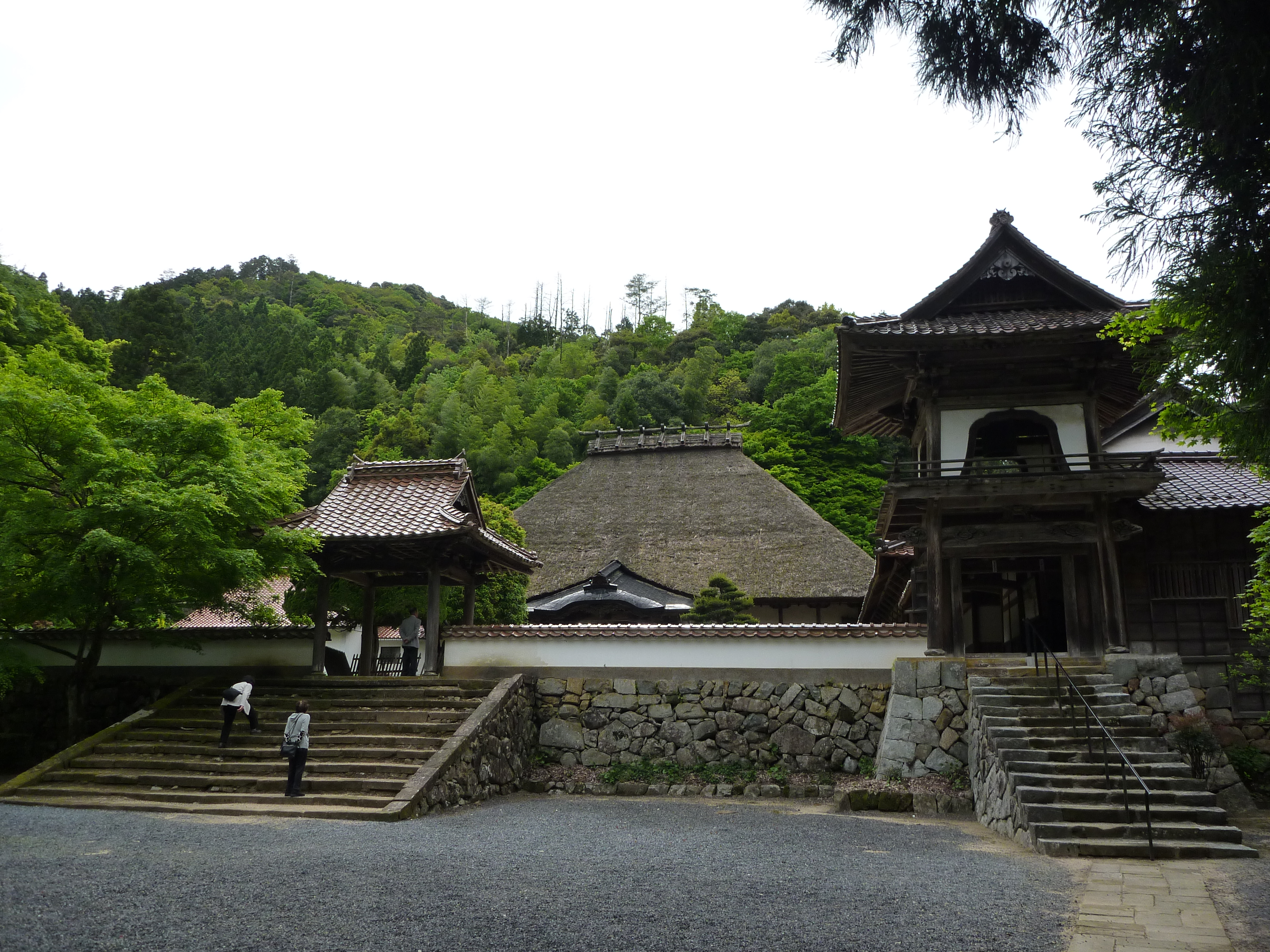
Yōmei-ji
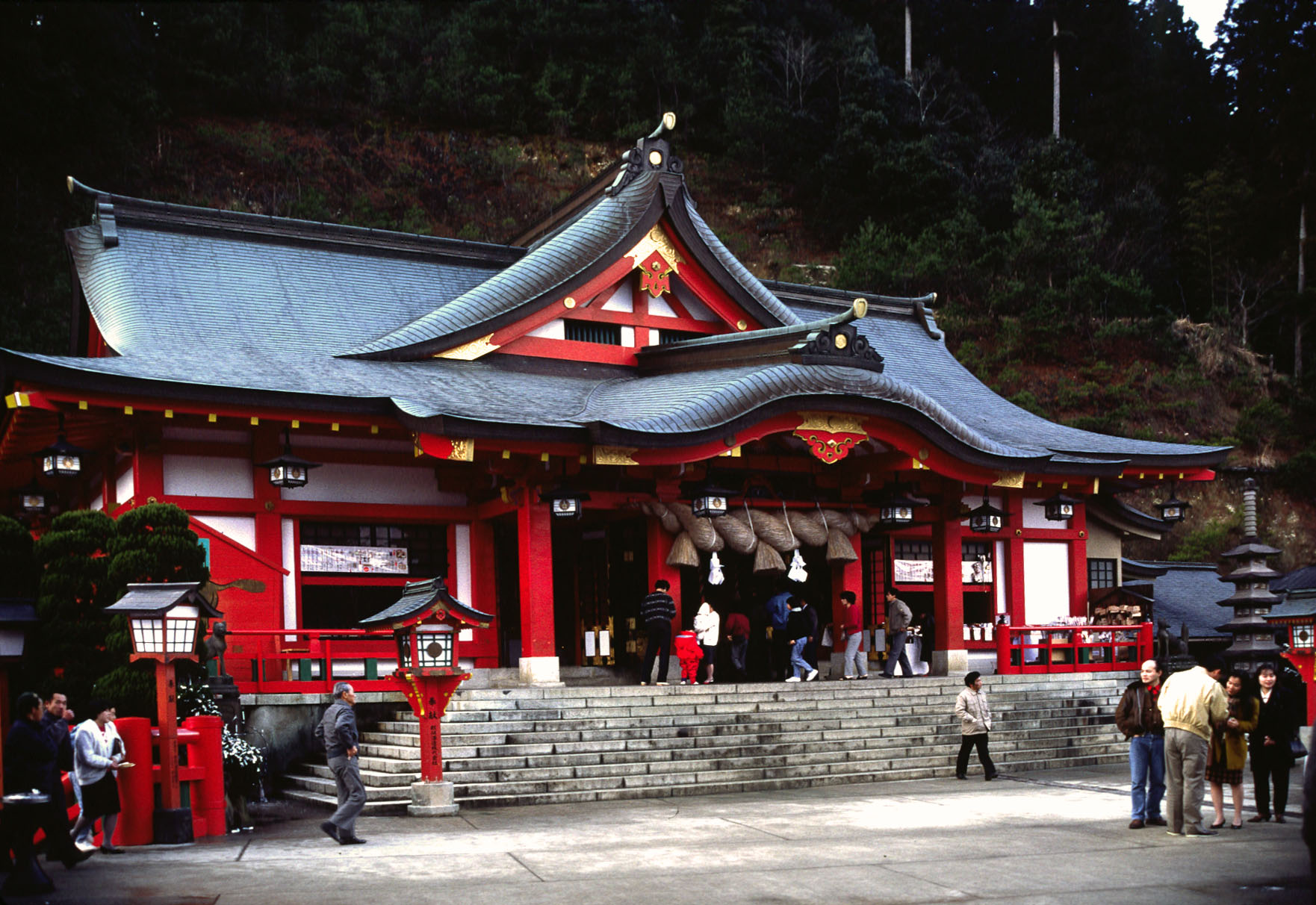
Taikodani-Inari-Schrein
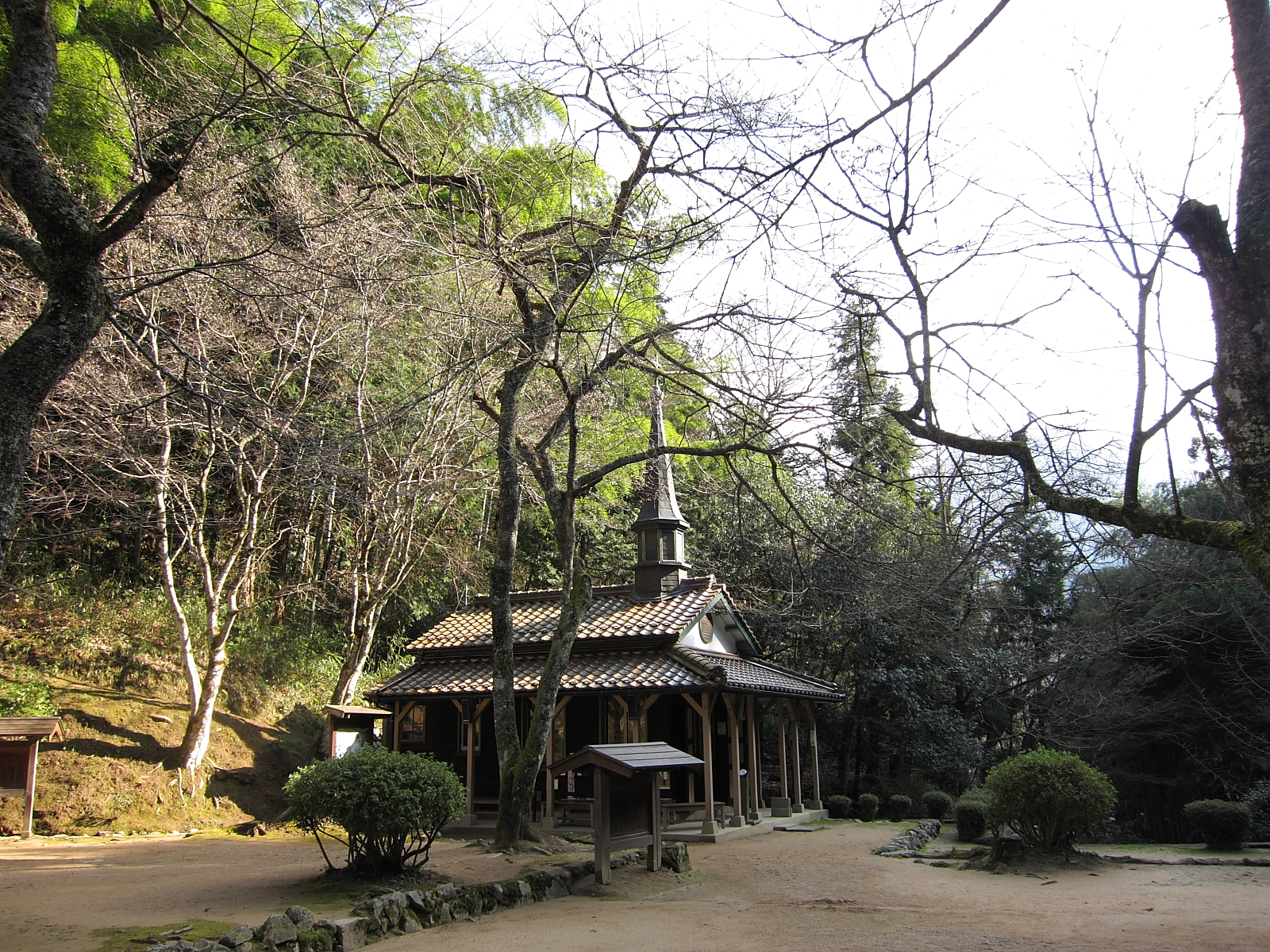
Maria-Kapelle

## Söhne und Töchter
- Mori Ōgai (1862–1922), Arzt und Literat
- Yoshida Fumiko (1913–2001), Architektin
- Anno Mitsumasa (1926–2020), Maler, Einbandgestalter und Illustrator